# Волошка великопридаткова
Волошка великопридаткова (Centaurea appendicata) — рослина роду волошка родини айстрових.

## Біологія виду
Гемікриптофіт. Дворічна трав'яна рослина з міцним вертикальним коренем. Стебла прямостоячі, 60-90 см заввишки, від середини до верху розгалужені зі стрункими, спрямованими вбік та догори гілками, разом з листками помітно павутинисті, угорі по ребрах шорсткі. Листки пірчасторозсічені, з вузьколінійними, 1-3 мм завширшки частками; нижні листки двічі пірчасторозсічені; верхні — цілісні, лінійні, з білоплівчастими остюкуватими кінчиками. Кошики поодинокі на кінцях стебел та гілок, великі 2,5- 3 см у діаметрі. Обгортка куляста, 22-25 мм у діаметрі, її листочки шкірясті, жовтуваті. Придатки округлі, 10-12 мм завдовжки, 6,5- 10,5 мм завширшки, по краю нерівно дрібнозубчасті, внутрішні мають на спинці пурпурову пляму, зовнішні без неї, з загорнутими краями. Квіти двостатеві, світло-жовтуваті або кремові, віночок у крайових неплідних квіток 25 мм завдовжки, серединних 20 мм. Сім'янка оливково-бура, з білими реберцями, чубок білий. Цвіте у липні-серпні, плодоносить у липні-вересні. Розмножується насінням.

## Поширення
Причорномор'я.

### Поширення в Україні
В Україні — Правобережний Степ (Запорізька область, Запорізький район, між с. Розумовкою та Біленьким, locus classicus — урочище «Лиса гора», околиці с. Лисогірка). За регіонами: Запорізька область. Популяції малочисельні, представлені поодинокими особинами, їх структура не досліджена.

### Умови місцезростання
Зростає на прирічкових пісках р. Дніпро. Мезоксерофіт, псамофіт.

## Загрози, охорона
Загрозами є висока стенотопність виду, слабке відновлення, антропогенне навантаження (розорювання, лісонасадження на пісках, випас худоби та рекреація). Занесена до Червоної книги України, природоохоронний статус — зникаючий. Занесено до Європейського червоного списку. Не охороняється в об'єктах ПЗФ.